# 銭湯物語
『銭湯物語』（せんとうものがたり）は、テレビ神奈川（tvk）制作の紀行番組である。制作局のtvkでは2015年10月5日から2016年9月19日まで放送された。

## 概要
本番組ナレーターのキン・シオタニが、神奈川県内にある銭湯を題材に求め企画した紀行番組。日本国内では減少傾向にある銭湯の味わいある風情や雰囲気を魅せる演出が採られている。
また、YouTubeのtvkチャンネルで本番組の見逃し配信が行われた。

## 放送リスト
| #1                                           | 2015年10月5日放送  | 当り湯 （横須賀市）             |  |
| #2                                           | 2015年10月12日放送 | 恵比寿湯 （茅ヶ崎市）           |  |
| #3                                           | 2015年10月19日放送 | 太平館 （横浜市西区）           |  |
| #4                                           | 2015年10月26日放送 | 矢部の湯 （横浜市戸塚区）       |  |
| #5                                           | 2015年11月2日放送  | いなり湯 （横浜市中区）         |  |
| #6                                           | 2015年11月9日放送  | 大黒湯 （横須賀市）             |  |
| #7                                           | 2015年11月16日放送 | 第二常盤湯 （横浜市保土ケ谷区） |  |
| #8                                           | 2015年11月23日放送 | みなと湯 （横浜市金沢区）       |  |
| #9                                           | 2015年11月30日放送 | 清水湯 （横浜市鶴見区）         |  |
| #10                                          | 2015年12月7日放送  | 泉湯 （横浜市緑区）             |  |
| #11                                          | 2015年12月14日放送 | 親松の湯 （横浜市神奈川区）     |  |
| #12                                          | 2015年12月21日放送 | 千代田湯 （横浜市神奈川区）     |  |
| 2015年12月28日、2016年1月4日・11日は放送休止 |                    |                                 |  |

| #13                                         | 2016年1月18日放送 | 第二岡の湯 （横浜市鶴見区） |  |
| #14                                         | 2016年1月25日放送 | 乙女湯 （川崎市川崎区）     |  |
| #15                                         | 2016年2月1日放送  | 小松湯 （川崎市川崎区）     |  |
| #16                                         | 2016年2月8日放送  | 宮下湯 （横浜市鶴見区）     |  |
| #17                                         | 2016年2月15日放送 | 相模浴場 （相模原市中央区） |  |
| #18                                         | 2016年2月22日放送 | 富士見湯 （藤沢市）         |  |
| #19                                         | 2016年2月29日放送 | 泉湯 （横浜市中区）         |  |
| #20                                         | 2016年3月7日放送  | 記念湯 (横浜市西区)         |  |
| #21                                         | 2016年3月14日放送 | 宮本温泉 （横須賀市）       |  |
| #22                                         | 2016年3月21日放送 | 富乃湯 （横須賀市）         |  |
| 2016年3月28日、2016年4月4日・11日は放送休止 |                   |                             |  |

| #23                                         | 2016年4月18日放送 | 井川湯 （横浜市神奈川区）   |  |
| #24                                         | 2016年4月25日放送 | 藤の湯 （横浜市港北区）     |  |
| #25                                         | 2016年5月2日放送  | 福助湯 （横浜市神奈川区）   |  |
| #26                                         | 2016年5月9日放送  | 黄金湯 （横浜市保土ケ谷区） |  |
| #27                                         | 2016年5月16日     | 仲乃湯 （横浜市南区）       |  |
| #28                                         | 2016年5月23日     | 永生湯 (横浜市南区）        |  |
| #29                                         | 2016年5月30日     | 松美湯 (横浜市南区）        |  |
| #30                                         | 2016年6月6日      | 中村浴場 (横浜市南区）      |  |
| #31                                         | 2016年6月13日     | 朝日湯 (横浜市西区）        |  |
| #32                                         | 2016年6月20日     | さくら湯 (横浜市中区）      |  |
| 2016年6月27日、2016年7月4日・11日は放送休止 |                   |                             |  |

| #33 | 2016年7月18日放送 | 政之湯 （川崎市川崎区）         |  |
| #34 | 2016年7月25日放送 | 栄湯 （川崎市川崎区）           |  |
| #35 | 2016年8月1日放送  | ひばり湯 （鎌倉市）             |  |
| #36 | 2016年8月8日放送  | 清水湯 （鎌倉市）               |  |
| #37 | 2016年8月15日放送 | いやさか湯 （横浜市鶴見区）     |  |
| #38 | 2016年8月22日放送 | クアーズミサキ （三浦市）       |  |
| #39 | 2016年8月29日放送 | 冨士の湯 （横浜市鶴見区）       |  |
| #40 | 2016年9月5日放送  | あづま湯 （逗子市）             |  |
| #41 | 2016年9月12日放送 | 能見堂赤井温泉 （横浜市金沢区） |  |
| #42 | 2016年9月19日放送 | 御幸湯 （川崎市幸区）           |  |

## 特番
銭湯物語「5分で見せきれないところあります」
2015年12月31日　22:00 - 22:55（55分間）
再放送は2016年1月3日　19:00 - 19:55
- 10月の放送開始から紹介した12軒の銭湯を未公開映像も含めて放送。

## スタッフ
- 企画・監修・ナレーション：キン・シオタニ
- 技術：杉本昌範
- カメラ：月村浩一
- MA：SALMIX
- 技術協力：テイクファイブ、オフィスアキ
- 音楽：村井大、城戸紘志、グローブ・エンターブレインズ
- 編成：玉村裕之
- メディアビジネス：福原直樹
- 営業：池田良
- 制作：小殻登志夫
- AP：金子奈津子
- ディレクター：落合広徳、キムラマリエ（木村麻里恵）
- チーフプロデューサー：熊谷典和
- 演出・プロデュース：重富浩二

## 放送局
| 放送対象地域 | 放送局             | 系列   | 放送期間                      | 放送日時                                    | 備考                                          |
| ------------ | ------------------ | ------ | ----------------------------- | ------------------------------------------- | --------------------------------------------- |
| 神奈川県     | テレビ神奈川 (tvk) | JAITS  | 2015年10月5日 - 2016年9月19日 | 月曜 22:55 - 23:00                          |                                               |
| 日本全域     | チャンネル銀河     | CS放送 | 2016年8月15日 -               | 月 - 金 22:45 - 23:00 月 - 金 12:15 - 12:30 | 第1回から第12回まで放送（リピート放送あり）。 |

## DVD
キンシオ the DVD 銭湯物語 〜まだ間に合う昭和の風景〜
- 2015年10月の放送開始から紹介した12話の映像に加え、DVD限定の特典映像「キン・シオタニが自ら取材するメイキング映像」を約1時間収録。 - 2016年3月30日発売ASIN B019RM7KM2

## 関連番組
- キンシオ - 本番組放送終了直後の時間帯にテレビ神奈川で放送されるキン・シオタニの番組（いわゆる兄弟番組）。同番組で神奈川県内を散策の際、銭湯をいくつか訪れたことから本番組が立案・制作された[3]。